# Selección de fútbol de Yap
La selección de fútbol de Yap es el equipo representativo de dicho estado perteneciente a los Estados Federados de Micronesia en las competencias futbolísticas. Se encuentra bajo la regulación de la Asociación de Fútbol de Yap. No es miembro de la FIFA o de OFC.
Solo ha jugado las cuatro ediciones de los Juegos de la Micronesia, en donde logró ser campeón en 2001.

## Palmarés
- Juegos de la Micronesia (1): 2001.

## Partidos
| Fecha               | Ciudad  |     | Marcador | Oponente                 |
| ------------------- | ------- | --- | -------- | ------------------------ |
| 27 de julio de 1998 | Koror   | Yap | 1-7      | Palaos A                 |
| 28 de julio de 1998 | Koror   | Yap | 0-8      | Islas Marianas del Norte |
| 30 de julio de 1998 | Koror   | Yap | 4-3      | Pohnpei                  |
| 31 de julio de 1998 | Koror   | Yap | 0-15     | Guam                     |
| 1 de agosto de 1998 | Koror   | Yap | 3-6      | Palaos B                 |
| 3 de agosto de 1998 | Koror   | Yap | 5-4      | Pohnpei                  |
| 23 de julio de 2001 | Tomil   | Yap | 5-0      | Chuuk                    |
| julio de 2001       | Tomil   | Yap | 1-1      | Pohnpei                  |
| julio de 2001       | Tomil   | Yap | 0-0      | Chuuk                    |
| 27 de julio de 2001 | Tomil   | Yap | 1-0      | Chuuk                    |
| 25 de julio de 2014 | Palikir | Yap | 3-2      | Chuuk                    |
| 26 de julio de 2014 | Palikir | Yap | 0-4      | Pohnpei                  |
| 28 de julio de 2014 | Palikir | Yap | 2-2      | Palaos                   |
| 29 de julio de 2014 | Palikir | Yap | 1-3      | Chuuk                    |
| 23 de julio de 2018 | Gigil   | Yap | 4-2      | Chuuk                    |
| 24 de julio de 2018 | Gigil   | Yap | 2-2      | Pohnpei                  |
| 25 de julio de 2018 | Gigil   | Yap | 2-1      | Palaos                   |
| 26 de julio de 2018 | Gigil   | Yap | 2-3      | Pohnpei                  |

## Desempeño en competiciones
| Juegos de la Micronesia | Juegos de la Micronesia                 | Juegos de la Micronesia                 | Juegos de la Micronesia                 | Juegos de la Micronesia                 | Juegos de la Micronesia                 | Juegos de la Micronesia                 | Juegos de la Micronesia                 |
| Año                     | Resultado                               | PJ                                      | PG                                      | PE*                                     | PP                                      | GF                                      | GC                                      |
| ----------------------- | --------------------------------------- | --------------------------------------- | --------------------------------------- | --------------------------------------- | --------------------------------------- | --------------------------------------- | --------------------------------------- |
| 1969 a 1994             | El fútbol no fue incluido en los juegos | El fútbol no fue incluido en los juegos | El fútbol no fue incluido en los juegos | El fútbol no fue incluido en los juegos | El fútbol no fue incluido en los juegos | El fútbol no fue incluido en los juegos | El fútbol no fue incluido en los juegos |
| 1998                    | 5º                                      | 6                                       | 2                                       | 0                                       | 4                                       | 13                                      | 43                                      |
| 2001                    | 1º                                      | 4                                       | 2                                       | 2                                       | 0                                       | 7                                       | 1                                       |
| 2014                    | 4º                                      | 4                                       | 1                                       | 1                                       | 2                                       | 6                                       | 11                                      |
| 2018                    | 2º                                      | 4                                       | 2                                       | 1                                       | 1                                       | 10                                      | 8                                       |
| Total                   | 4/4                                     | 18                                      | 7                                       | 4                                       | 7                                       | 36                                      | 63                                      |